# Vanessa David
Pour les articles homonymes, voir David (patronyme).
Vanessa David est une actrice et scénariste française.

## Biographie
Vanessa David démarre par le théâtre où elle développe une palette large, allant du théâtre contemporain au théâtre classique en passant par la comédie.
À partir de 2002, elle rencontre Emma Luchini et tourne avec elle son premier court-métrage, Tout le monde s’appelle Victor, et jouera en 2006 dans le deuxième Sur ses deux oreilles (Prix de la presse et Prix de la jeunesse au festival du court métrage de Clermont-Ferrand en 2007, Grand Prix du jury au festival de Contis en 2007, Prix du jury au festival de Munich en 2008, Grand Prix du jury au festival Premiers Plans d'Angers en 2008 et sélection aux Lutins du court métrage en 2008…).
Elle fait par la suite la rencontre d’Annarita Zambrano, qui la fait tourner dans Andante mezzo forte (sélection au festival de Berlin 2008, Prix Unifrance du court-métrage, sélection aux Lutins du court métrage 2009).
Elle ne quitte pas les planches pour autant mais continue sa collaboration avec Emma Luchini, elles démarrent alors une collaboration sur l'écriture du long-métrage Sweet Valentine qui sortira en juin 2010. Vanessa David y joue le premier rôle féminin aux côtés de Vincent Elbaz,. Rôle pour lequel elle sera Révélation aux Césars 2010 aux côtés de Leïla Bekhti, Adèle Exarchopoulos et Léa Sedoux. Elle co-écrira un second long métrage avec Emma Luchini, Un début prometteur avec Manu Payet, Fabrice Luchini et Veerle Baetens.
Depuis elle enchaîne les rôles récurrents dans des séries très populaires.
Elle est, Nathalie, la mère de famille nombreuse, dans la série WorkinGirls sur Canal+, et Stéphanie dans Parents mode d'emploi sur France 2.
Elle reprend avec succès le rôle Margot Laurent dans la saison 2 de Origines sur France 3.
On a pu la voir également dans les deux saisons de la mini série Infidèle sur TF1.
Et dans Intraitable de Marion Laine aux côtés de Fred Testot et de Patrick Timsit sur France Télévision relatant l'histoire vraie du viticulteur Emmanuel Giboulot et de son procès très médiatisé.
Elle retrouve le cinéma en 2018 dans le film de Ludovic Bernard (L'ascension), Au bout des doigts, aux côtés de Jules Benchetrit, Lambert Wilson et Kristin Scott Thomas.
En 2020 elle tourne sous la direction de David Moreau dans King, une comédie familiale.

## Filmographie

### Cinéma
- 2007 : Sur ses deux oreilles d’Emma Luchini - Prix de la Presse, Prix de la Jeunesse au Festival International de Clermont-Ferrand, Grand Prix du Jury au Festival Premiers Plans d'Angers : Marcelle/Suzanne
- 2010 : Andante mezzo forte d’Annarita Zambrano - Festival de Berlin, Prix Unifrance du Court-métrage
- 2011 : Sweet Valentine d’Emma Luchini : Sonia
- 2011 : Tête à tête de Virginie Boda
- 2012 : Crazy Pink Limo (court-métrage) de Joséphine de Meaux
- 2018 : Au bout des doigts de Ludovic Bernard : Krista Malinski
- 2022 : King de David Moreau : Commissaire Chaussin

#### Scénarios
- Un début prometteur, long-métrage coécrit avec Emma Luchini et Nicolas Rey. Réalisé par Emma Luchini avec Manu Payet, Fabrice Luchini et Veerle Baetens.
- Sweet Valentine, long-métrage coécrit et réalisé par Emma Luchini

### Télévision
- 2013 - 2014 : Détectives saison 1 et 2, de Marc Eisenchteter et Stéphane Kazandjian : Isabelle Duchene
- 2012 - 2016 : WorkingGirls saisons 1, 2, 3, 4 de Sylvain Fusée : Nathalie Roneaudi
- 2016 : Origines saison 2, de Tristan Petitgirard, Pascal Perbet et I.K. Patard, saison 2 : Margot Laurent
- 2017 : Parents mode d'emploi saisons 2, 5, 6, 7, de Blanche Gardin, Béatrice Fournera et Ève-Sophie Santerre, à partir de la saison 6 : Stéphanie Costan
- 2019 : Infidèle saisons 1 et 2 de Didier Le Pêcheur : Gwenaëlle Morin
- 2019: Crimes parfaits de Didier Le Pêcheur
- 2021 : Intraitable de Marion Laine : Karine
- 2022 : Emily in Paris saison 2 de Darren Star : Odette
- 2023 : J'étais à ça ! de Zoé Bruneau
- 2023 : La Tribu de Nadine Loisal et Patrick Cassir : Alexandra Chavanel
- 2025 : Flashback de Vincent Jamain et Stephen Cafiero : Anouk

## Théâtre
- Mélopée, de Maxence Garnier, mise en scène de Benjamin Gauthier au Ciné 13 Théâtre - Festival des Mises en capsules
- Petit boulot pour vieux clown, de Matei Vișniec, mise en scène de Vanessa David au Ciné 13 Théâtre - Festival des Mises en capsules
- Au bal des chiens, de Remo Forlani, mise en scène d’Alexandra Chouraqui et Camille Cottin au Ciné 13 Théâtre
- La Critique de l'École des femmes, de Molière, mise en scène de Marie Thomas au théâtre de l'Athénée
- Chambres, de Philippe Minyana, mise en scène de Rodrigue Aquilina au Festival Déambules de Digne
- La Cantate, de Michel Nebenzahl, mise en scène de l’auteur au théâtre Bernard-Marie Koltès de Nanterre
- Relâche, de Christian Pelissier, mise en scène de l’auteur au théâtre Mouffetard
- Guillaume dans le cirque des maladroits, de Valère Novarina, mise en scène de Marion Ferry et Valère Novarina dans la grande salle de Beaubourg

### Autrice
- Paris Dallas, pièce de théâtre écrite par La Bandoule
- Sweet Valentine, écrit avec Emma Luchini
- Un début prometteur, écrit avec Emma Luchini

## Distinctions
- 2010 : Révélation aux Césars 2010 pour Sweet Valentine[3]